# Goldie & the Gingerbreads
Goldie & the Gingerbreads was een Amerikaanse rockband uit de jaren 60. De naam verwijst naar zangeres Genya 'Goldie' Zelkowitz en drumster Ginger Panabianco (Panabianco is Italiaans voor Witbrood). Goldie & the Gingerbreads was ook de eerste vrouwenband die door een grote platenmaatschappij (Atlantic) werd gecontracteerd.

## Geschiedenis

### Beginperiode
Genya Zelkowitz wordt op 19 april 1940 in Łódź, Polen geboren: ze verliest haar twee broers tijdens de Tweede Wereldoorlog. In 1949 emigreert ze met haar overlevende familie naar New York waar ze omwille van het inburgeringsproces als Goldie door het leven gaat.
Toch wordt Zelkowitz volgens Poolse tradities opgevoed, en een gearrangeerd huwelijk hoort daar bij. Ze voelt daar echter niks voor en vertrekt naar Californië voor een kortstondige carrière als model. Terug in New York wordt Zelkowitz op 17-jarige leeftijd zangeres van de doo-wopformatie The Escorts nadat ze, op aandringen van haar vriendinnen, een nummer heeft meegedaan. Omgedoopt tot Goldie & the Escorts brengen ze zes singles uit die in diverse Amerikaanse steden (en ook in Canada) scoren. Zelkowitz blijkt meer van rock-'n-roll te houden dan van doo-wop en na afloop van een optreden in Greenwich Village neemt ze een kijkje bij een stel muzikale vrienden van Escort Richard Perry (basstem). Achter het drumstel zit de 20-jarige Ginger Panabianco (1943) aan wie Zelkowitz wordt voorgesteld; al snel ontstaat het idee om een vrouwelijke rock-'n-rollband op te richten.
Versterkt met pianiste Margo Crocitto (Lewis; vervangster van Carol O' Grady) debuteren Goldie & the Gingerbreads in de Peppermint Lounge (later bekend als Studio 54) met een set van covers en originals. In 1964 nemen ze hun eerste single op (Skinny Vinnie) voor het Spokane-label.
Op zoek naar een gitariste lopen ze in de jazzclub Page Three de 21-jarige Carol MacDonald tegen het lijf. MacDonald, die een jaar eerder een single had uitgebracht als Carol Shaw (Jimmy Boy), houdt aanvankelijk de boot af maar als ze een paar weken later komt kijken bij het optreden in de Wagon Wheel is ze helemaal om.

### Platencontract en Europees avontuur
In juni 1964 spelen de Gingerbreads op een welkomstfeest voor de Rolling Stones die aan hun eerste Amerikaanse tournee beginnen. Atlantic-baas Ahmet Ertegün is aanwezig en een week later krijgen de dames een contract aangeboden. Hun eerste single bij Atlantic is That's Why I Love You, maar de Gingerbreads worden het slachtoffer van de radiosegregatie; blanke zenders weigeren hun singles te draaien omdat ze te zwart klinken, en zwarte zenders hebben geen platen van blanke artiesten in hun bestand.
Wel onder de indruk van hun 'zwarte geluid' is de Britse groep The Animals (zanger Eric Burdon in het bijzonder). De Gingerbreads worden onder de hoede genomen van manager Mike Jeffries en in november 1964 gaan ze naar Engeland waar ze voor het Decca-label de single Can't You Hear My Heart Beat ? opnemen. In 1965 scoren ze er een Engelse top 30-hit mee, maar het nummer is oorspronkelijk voor Herman's Hermits geschreven van wie Jeffries het volgens zijn partner Mickie Most zou hebben gejat. Jeffries moet Can't You Hear My Heart Beat ? teruggeven aan de Hermits die er in Amerika de tweede plaats mee halen; voor de Gingerbreads lijkt de kans op een doorbraak in eigen land nu verkeken. 
De volgende singles voor Decca zijn That's Why I Love You en Sailor Boy; deze worden gepromoot tijdens tournees met de Animals, de Stones, de Kinks, de Hollies en de Yardbirds, maar ook eigen concerten in de Londense zalen Crazy Elephant en Flamingo.
In oktober 1965 verlaat Goldie de Gingerbreads om een paar solo-singles op te nemen, Panabianco, MacDonald en Lewis keren terug naar Amerika en proberen met tweede gitariste Susan Ghezzi alsnog hun thuisland te veroveren. Geen gemakkelijke opgave, daar de muziekscene in hun afwezigheid is veranderd en vrouwenbands niet serieus worden genomen. Er verschijnen nog twee singles (Think About The Good Times en Walking In Different Circles), daarna gaan ze in november 1967 uit elkaar. Zelkowitz: "Wij hebben onze tijd gehad, nu zijn anderen aan de beurt".

### Solocarrière
Vanaf 1969 gaat Zelkowitz als Genya Ravan door het leven en wordt ze leadzangeres van Ten Wheel Drive, een tienkoppige jazzrockformatie die als voorbeeld dient voor de band die Bianco en MacDonald een paar jaar later zullen oprichten: Isis. 
Ten Wheel Drive brengt drie albums uit op Polydor en vraagt niemand minder dan de Golden Earrings (toen nog met s) als voorprogramma bij een van de eerste optredens.
Na de opheffing van Ten Wheel Drive tekent Ravan bij Columbia waar Clive Davis zich over haar ontfermt; op haar titelloze solodebuut zingt ze covers van James Moody (Moody's Mood For Love, met een saxsolo van Moody zelf), Ray Charles (What Kind Of Man Are You ?) and The Faces (Flying). 
Davis ziet Ravan als de nieuwe Janis Joplin, maar die verwachtingen worden niet ingelost en dus mag ze op zoek naar een andere platenmaatschappij. Ravan verhuist naar Los Angeles waar ze dankzij haar vriendschap met Richard Perry bij ABC Dunhill terechtkomt en in 1973 They Love Me, They Love Me Not uitbrengt. Ravan is echter niet tevreden over het resultaat en stapt over naar Janus; op dit label verschijnt in 1974 Goldie Zelkowitz (laatste eerbetoon aan haar vader) dat wederom geen artistiek succes was. 
Daarna keert ze terug naar New York waar ze zich bezighoudt met optreden en een carrière opbouwt als platenbaas/-producer; ze sticht het kortstondige label Polish Records (vrij vertaald poetsplaatjes) waarop ze onder meer samenwerkt met Ronnie Spector.
In de jaren 80 en 90 gaat haar gezondheid achteruit; ze raakt verslaafd aan de drank en drugs en vecht tegen borstkanker.
Ravan blijkt echter uit sterk hout gesneden en keert terug met een verzamel-CD.
In 2004 verschijnt haar biografie Lollipop Lounge: Memoirs of a Rock & Roll Refugee. Ravan treedt nog steeds op en presenteert twee radioprogramma's voor de zender van Little Steven; een waarin nieuw talent wordt gepresenteerd en een over vrouwenbands.

### Reünie
Op 13 november 1997, dertig jaar na dato, komen Goldie & the Gingerbreads weer bijeen tijdens de presentatie van The Rolling Stone Book of Women in Rock. Op 3 februari 1998 nemen ze tijdens de Touchstone Awards een oeuvreprijs in ontvangst.